# Spermacoce trichosiphonia
Spermacoce trichosiphonia är en måreväxtart som beskrevs av Harwood. Spermacoce trichosiphonia ingår i släktet Spermacoce och familjen måreväxter. Inga underarter finns listade i Catalogue of Life.